# Hôtel Tassel
Hôtel Tassel (tiếng Pháp: Hôtel Tassel, tiếng Hà Lan: Hotel Tassel) là một ngôi nhà do kiến trúc sư người Bỉ Victor Horta thiết kế cho nhà khoa học kiêm giáo sư người Bỉ Emile Tassel. Nó được xây dựng từ năm 1893-1894 và được coi là tòa nhà Tân nghệ thuật chính thức đầu tiên bởi sự sáng tạo và vật liệu trang trí đột phá. Công trình này nằm tại số 6 phố Paul-Emile Jansonstraat ở thủ đô Bruxelles, Bỉ. Cùng với ba công trình kiến trúc khác của Victor Horta, nó đã được UNESCO công nhận là Di sản thế giới từ năm 2000.

## Lịch sử
Ngôi nhà đầu tiên được Victor Horta thiết kế xây dựng là Nhà Autrique. Nó đã được áp dụng trang trí sáng tạo theo phong cách Tân nghệ thuật và không áp dụng thêm bất kỳ một trường phái kiến trúc nào khác nữa. Tuy nhiên, bố cục và không gian của căn nhà vẫn còn khá truyền thống. Trên lô đất sâu và hẹp, các phòng được bố cục theo một sơ đồ truyền thống được sử dụng trong hầu hết các nhà liền kề mặt phố của Bỉ vào thời điểm đó. Nó có một số các phòng ở phía bên trái của tòa nhà, hai bên là một sảnh vào khá hẹp với cầu thang và một hành lang dẫn đến một khu vườn nhỏ ở phía sau. Dãy ba phòng chỉ có cái đầu tiên và cái cuối cùng có cửa sổ và vì vậy phòng giữa được sử dụng chủ yếu như một phòng ăn khá là ảm đạm và tối tăm.
Hôtel Tassel đã phá vỡ bố cục truyền thống này. Trên thực tế, ông đã xây dựng một ngôi nhà gồm ba phần khác nhau. Đó là hai tòa nhà thông thường bằng gạch và đá tự nhiên, một ở mặt đường và một ở sau vườn được liên kết bởi một cấu trúc thép phủ kính. Tại đây có cầu thang và có chức năng như là sự liên kết không gian giữa các tầng và các sàn. Phần mái kính phía trên có tác dụng mang ánh sáng tự nhiên vào giữa trung tâm ngôi nhà. Tại phần này của ngôi nhà có thể sử dụng không gian để tiếp khách, Horta đã phát huy tối đa các kỹ năng của mình như một nhà thiết kế nội thất. Ông thiết kế từng chi tiết từ tay nắm cửa, đồ gỗ, cửa sổ kính màu, sàn khảm và nội thất trang trí. Horta đã thành công trong việc tích hợp trang trí xa hoa mà không che lấp các cấu trúc kiến trúc chung. Hiện nay, ngôi nhà này là một văn phòng tư nhân.
Đây là công trình có sức ảnh hưởng lớn đến kiến trúc sư Tân nghệ thuật người Pháp Hector Guimard, người đã phát triển và giải thích cá nhân về những thiết kế của Victor Horta.